# Madonna col Bambino tra i santi Giovannino, Girolamo, Francesco, Placidia, Mauro e Simplicio
Madonna col Bambino tra i santi, Giovannino, Girolamo, Francesco, Placidia, Mauro e Simplicio è un'opera del pittore veronese Nicola Giolfino oggi conservata nel museo di Castelvecchio a Verona.
Originariamente realizzata come pala d'altare laterale per la chiesa di Santo Stefano a Verona, nel 1909 fu rimossa insieme a un'altra opera di Domenico Brusasorci e trasferita nelle collezioni civiche veronesi. La sua realizzazione è collocabile tra il 1550 e il 1555, ovvero tra il trasferimento dell'altare dei santi Placida e Simplicio, precedentemente nella navata, al lato sinistro dell'altare maggiore da parte dell'arciprete di Santo Stefano, e la morte dell'artista. Scarsa la fortuna critica: Giovanni Battista Cavalcaselle lo giudicò debole e monotono, mentre Berenson sottolineò la scarsa valorizzazione degli elementi del volto. La parte superiore della pala è descritta come affollata e disordinata.
I personaggi raffigurati, in senso orario partendo da in alto a sinistra, sono: san Girolamo, san Giovannino, Gesù bambino, Maria, san Francesco d'Assisi, san Mauro abate, san Simplicio vescovo e santa Placidia da Verona.